# زنان در جنگ ایران و عراق
زنان در جنگ ایران و عراق نقش‌های مختلفی را برعهده گرفتند. اکثر این زنان در جبهه خانگی فعالیت می‌کردند و عده‌ای نیز مستقیماً در جبهه جنگ حضور یافتند. طبق آنچه که از خاطرات زنان و مردان جبهه‌رفته برمی‌آید؛ تعداد زنان امدادرسان و پزشک نیز در خطوط مقدم کم نبودند.

## تلفات
اساس آمار بنیاد شهید در خلال سال‌های ۱۳۵۹ تا ۱۳۶۷ تعداد شش‌هزار و چهارصد و بیست‌ و هشت (۶۴۲۸) زن براثر جنگ جان خود را از دست دادند. بر اساس آماری به نقل از نشریه داخلی بنیاد شهید و امور ایثارگران، ۵۰۰ نفر از این زنان در جبهه‌ها بودند و بقیه در بمباران شهرها جان باختند. بر اساس همین آمار ۲۵۰۰ نفر از آنان در سن ۱۰ تا ۳۰ سالگی بودند.
براساس آمار بنیاد جانبازان و امور ایثارگران که در شهریور ۱۳۸۱ به تفکیک جنسیت و گروه‌های جانبازی منتشر شد، تعداد کل «جانبازان جنگ» زن ۵ هزار و ۷۳۵ نفر است که از این تعداد ۳ هزار و ۷۵ نفر بالای ۲۵درصد جانبازی دارند.

## جبهه خانگی
عده ای از زنان با جمع آوری و بسته‌بندی مواد غذایی و جمع آوری دارو و وسایل کمک‌های اولیه و ارسال به خط مقدم به نیروهای ایرانی در حال جنگ کمک می‌کردند. براساس گزارش «محمدعلی جودکی» در کتاب «نقش زنان در دفاع مقدس»، علاوه بر تهیه و پخت غذا و توزیع آنها در مناطق جنگی از جمله کارهایی که زنان در بخش پشت جبهه انجام می‌دادند؛ خیاطی و دوخت لباس برای رزمندگان، رختشویی لباس رزمندگان و ملحفه‌های بیمارستانی، جمع آوری کمک‌های مردمی، نگهبانی و محافظت از مهمات و کمک در ساخت سنگرها بوده‌است.

## خط مقدم

### آمنه وهاب‌زاده
آمنه وهاب‌زاده، از مجروحان جنگ ایران و عراق، در گفتگو با تلویزیون دولتی ایران درباره اعزام خود به جبهه اینطور تعریف می‌کند که روز دهم جنگ به‌همراه ۳۰۰ زن دیگر به جبهه جنگ اعزام می‌شوند. وی ادعا می‌کند که در جنگ، علاوه بر هفت‌بار مجروح شدن، شیمیایی نیز شده‌است.
روز دهم جنگ، همراه سیصد نفر از خواهران به جبهه اعزام شدیم. وقتی به ماهشهر رسیدیم، بعضی همانجا ماندند و من همراه بقیه راهی خط مقدم شدم. آن زمان خط مقدم خرمشهر و آبادان بود. خرمشهر که سقوط کرد، ما تا پشت کشتارگاه عقب کشیدیم و در بیمارستان ولی‌عصر (عج) مستقر شدیم. چون خرمشهر خالی از سکنه شده‌بود، از ما نیز خواستند تا شهر را ترک کنیم. ما جزء آخرین نفراتی بودیم که از خرمشهر خارج می‌شدیم. بعدها در عملیات ثامن‌الائمه و بیت المقدس شرکت کردم. در والفجر یک شیمیایی شدم. هفت‌بار مجروح شدم. پای چپم ترکش خورده.— آمنه وهاب‌زاده، 
تعداد دفعاتی که وهاب‌زاده مجروح شده حاکی از آن است که او نه تنها در ابتدای جنگ که تا ماه‌ها بعد از آن هم در خط مقدم جنگیده بود و چنانچه از خلال خاطرات زنان و مردان جبهه رفته برمی‌آید زنان امدادرسان و پزشک در خطوط مقدم کم نبودند.

### راحله غ
راحله غ یکی از زنانی که در خرمشهر اسیر شد، گفته‌است:
«آن ماه‌های اول جنگ بحث جنسیت اصلاً مطرح نبود. هراس بود وکمبود هرچه فکرش را کنید، از رزمنده گرفته تا غذا و دارو. همه هرکار از دستمان برمی‌آمد انجام می‌دادیم. روزهایی بود که من لحظاتی به تیمار زخمی‌ها مشغول بودم، نیم‌ساعت بعد اسلحه به دست در جواب گلوله‌های بعثی‌ها، شلیک می‌کردم و ساعاتی بعد دست پیرمرد و پیرزنی تنها را گرفته بودم تا آنها را سوار ماشینی کنم که سرنشین‌هایش داشتند از شهر فرار می‌کردند.»

## جنایات
منابع جمهوری اسلامی ایران مدعی هستند سربازان عراقی در طی حملاتشان به‌کرات به زنان ایرانی و حتی به اجساد آنان، یا به اسیران زن تجاوز می‌کرده‌اند و بعضاً زنان ایرانی را به طرز وحشیانه‌ای به قتل می‌رساندند.

## در رسانه‌ها
دربارهٔ نقش زنان در جنگ ایران و عراق کتاب‌هایی نیز نوشته شده‌است. بنابه گزارش منابع جمهوری اسلامی ایران، کتاب‌های «تنها گریه کن»، «سرزمین بی فصل»، «ساجی» و «ما هم جنگیدیم» جزو پرشمارترین کتاب‌های چاپ شده درباره جنگ ایران و عراق بوده‌اند که در این کتاب‌ها، نقش زنان در جنگ ۸ ساله بازنمایی شده‌است. کتاب عکس «زن در دفاع مقدس» کتاب دیگری است با این موضوع که توسط «بنیاد حفظ آثار و نشر ارزش‌های دفاع مقدس» و «‏انجمن عکاسان انقلاب و دفاع مقدس» گردآوری شده و در این مجموعه ۱۵۱ اثر عکس از آثار ۷۰ نفر از عکاسان جنگ به چاپ رسیده است.